# Dinochloa trichogona
Dinochloa trichogona är en gräsart som beskrevs av Soejatmi Dransfield. Dinochloa trichogona ingår i släktet Dinochloa och familjen gräs. Inga underarter finns listade i Catalogue of Life.